# 新河街道 (长沙市)
新河街道，是中华人民共和国湖南省长沙市开福区下辖的一个街道办事处。

## 行政区划
新河街道下辖以下地区：
三角洲社区、北桥新村社区、新河路社区、凤嘴路社区、开福寺路社区、幸福桥社区和竹山园社区。